# Layover
Layover is een Amerikaanse televisiefilm uit 2012. De film is van de hand van R.D. Braunstein, werd geproduceerd door The Asylum en heeft Lauren Holly en Kaylee DeFer in de hoofdrollen.

## Verhaal
Suzanne Hollingsworth is de steenrijke eigenares van een luxehotelketen die iedereen afsnauwt; zo ook haar zoveelste jonge assistente Rebecca. Als haar vlucht noodgedwongen in Detroit — een stad die ze smalend de oksel van Amerika noemt — landt en ze dan ook nog eens in een motel verzeild raakt in plaats van een luxehotel ziet ze hoe haar buren een meisje mishandelen, probeert hen tot stilte aan te manen daar ze er niet door kan slapen en wordt neergeslagen. Als ze terug bij haar positieven komt is ze vastgebonden in een verlaten ziekenhuis. In de kamer ernaast bevindt zich een groepje meisjes die denken dat ze naar Roemenië gaan voor een modellenwedstrijd. Suzanne weet wel beter en vertelt hen dat de twee Russen in werkelijkheid vrouwenhandelaars zijn die hen aan de hoogste bieder willen verkopen.
Intussen gaat Rebecca met de hulp van Elliot, Suzannes chef beveiliging, op zoek naar haar bazin. Als de Russen ontdekken wie Suzanne is, eisen ze twee miljoen dollar losgeld van Rebecca. Die haalt de FBI erbij. Suzanne zelf kan aan de aandacht van haar ontvoerders ontsnappen en een kat-en-muisspelletje begint. Uiteindelijk ontdekt Rebecca waar Suzanne wordt vastgehouden en ze snellen erheen. Een van de andere meisjes blijkt intussen achter de vrouwenhandel te zitten en Suzanne wordt gevat. Een helikopter komt hen ophalen, maar Rebecca en Elliot komen nog net op tijd om hen tegen te houden. Er ontstaat een vuurgevecht en de meisjes kunnen ontsnappen uit de helikopter. Als ook de FBI aankomt worden de ontvoerders overmeesterd.
Suzanne promoveert Rebecca tot vicedirecteur marketing. Ze stelt ook haar mening over de stad Detroit bij en besluit er een nieuw Hollingsworth-hotel te openen.

## Rolverdeling
| Acteur            | Personage             | Opmerkingen                                |
| ----------------- | --------------------- | ------------------------------------------ |
| Lauren Holly      | Suzanne Hollingsworth | Protagonist; een steenrijke hotelerfgename |
| Kaylee DeFer      | Rebecca White         | Suzannes assistente                        |
| Joe Lando         | Elliot                | Suzannes chef beveiliging                  |
| Christopher Wolfe | Vlad                  | Ontvoerder                                 |
| Massi Furlan      | Oscar                 | Vlads kompaan                              |
| Rayne Bidder      | Lilly                 | Vastgehouden jonge moeder                  |
| Lauren Reeder     | Camilla               | Vastgehouden meisje                        |
| Lony'e Perrine    | Veronica              | Vastgehouden meisje dat wordt omgebracht   |
| Tara Erica Moore  | Marla                 | Vastgehouden meisje                        |
| Anya Monzikova    | Sonya                 | Vlads opdrachtgever                        |